# 황영진
황영진(1979년 2월 14일~)은 대한민국의 희극 배우 겸 MC이다.

## 학력
- 목원대학교 영화학

## 출연작

### 방송

#### TV
- 《모닝와이드》(SBS)
- 《웃찾사》(SBS)
  - (잭슨황) 웃찾사 최초 1인개그
  - (막무가내보이즈) RNB가수역
  - (지독한 사랑)
  - (홍하녀) 영화 《하녀》 패러디 작품
  - 《별에서 온 그놈》도민준 역
- 《니하오차이나》(EBS)
- 《생방송 톡!톡! 보니하니》(EBS)
- 《독특한 연예뉴스》(OBS)
- 《연애매거진》(OBS)
- 《굿모닝 대한민국》(KBS)
- 《개그투나잇》(SBS)
- 《베이스볼 워너비》(XTM)
- 《K-STAR news》(SBS funE)
- 《백만볼트신인왕전》(ETN)
- 《풍문으로 들었쇼》(채널A)
- 《섹션TV 연예통신》(MBC)

#### 라디오
- 《정오의 희망곡 김신영입니다》(MBC FM4U)
- 《하하의 텐텐클럽》(SBS LOVE FM)

#### 드라마
- 2019년 tvN 《진심이 닿다》 - 연예정보 프로그램 MC 역
- 2019년 JTBC 멜로가 체질 - 연예정보 프로그램 MC 역